# Аржаннікова Людмила Леонідівна
Людмила Леонідівна Аржаннікова (нар. 15 березня 1958) — українська радянська, російська та нідерландська стрільчиня з лука, рекордсменка світу, зокрема на час бойкотованої Олімпіади-84.

## Життєпис
Бронзова призерка у командному заліку XXV Олімпійських ігор у Барселоні (1992), дворазова чемпіонка і 5-ти разова рекордсменка світу, чемпіонка Європи, багаторазова переможниця міжнародних змагань зі стрільби з лука, заслужений майстер спорту.
Народилася в м. Дніпродзержинську Дніпропетровської області.
Навчалася у Новокаховській загальноосвітній школі № 3, виступала за спортивне товариство «Динамо» (м. Нова Каховка). Перший тренер — Вадим Резніков. Закінчила Львівський державний інститут фізичної культури.
На Олімпійських іграх 1988 року посіла 4-те місце в особистій першості (327 очок) та в складі команди.
На Олімпійських іграх 1992 року у Барселоні виборола бронзову медаль у командному заліку.
Мешкає в Голландії. На Іграх XXVI Олімпіади 1996 року в Атланті (США) виступала у складі олімпійської збірної Нідерландів, посіла 16 місце.
Після цієї Олімпіади завершила спортивну кар'єру.
Активно співпрацює з блогерами Інтернету з питань організації тренувань зі стрільби із лука, і надає методичну допомогу тренерам і спортсменам.